# Slitz
Slitz ist ein schwedisches Männermagazin. Die ehemalige Musikzeitschrift erscheint in Schweden und Finnland. 

## Geschichte
Slitz entstand 1980 aus der Zusammenlegung der Musikmagazine Schlager und Ritz. Zunächst selbst ein Musikmagazin folgte Mitte der 1990er eine redaktionelle Neuausrichtung zu einem Männermagazin. 2005 erschien zum ersten Mal der Ableger Slitz Man, der sich vermehrt auf Mode und Bekleidung fokussiert. Im Herbst 2007 kündigte der seinerzeitige Chefredakteur Niklas Natt och Dag eine weitere Neuausrichtung an, gemäß der weniger Bilder nackter Frauen und mehr redaktioneller Inhalt abgedruckt werden sollen.
Als Konkurrent der Magazine Café Magazine, Moore Magazine und der schwedischen Ausgabe des FHM erreicht die zwölfmal im Jahr erscheinende Zeitschrift Slitz eine Auflage von zirka 30.000 Exemplaren.
In Slitz wurden etliche Models und andere bekannte Frauen abgebildet. Darunter finden sich Namen wie Victoria Silvstedt, Erika Johnson, Anine Bing oder die Fußballspielerin Josefine Öqvist. Im Juni 2006 kam es zu einem Skandal, als die Meteorologin Tone Bekkestad vom Fernsehsender TV4 in der Zeitschrift erschien. Als Folge der Fotografien suspendierte sie der Sender. Im September kehrte sie jedoch auf die Bildschirme zurück.